# Chapelle San Galgano de Montesiepi
La chapelle San Galgano de Montesiepi (en italien, cappella di San Galgano a Montesiepi  ou Rotonda di Montesiepi) est un édifice sacré situé sur Montesiepi, frazione de Chiusdino, en province de Sienne.

## Description
Cette chapelle en rotonde fut construite sur le lieu de l'ermitage de saint Galgano qui s'y était retiré jusqu'à sa mort en 1181, sur le mont Siepi. Elle fut consacrée en 1185, quand il fut canonisé (à la suite d'un procès en canonisation réputé par des écrits historiquement le premier) par le pape Alexandre III.
Elle possède pour entrée une petite abside carrée en pronaos et ses murs et sa  voûte sont recouverts de bandes de briques de couleurs  alternées.
Une épée, qui serait celle du saint et qu'il aurait enfoncée dans le rocher selon la légende, à la suite de ses vœux de renoncement à la vie militaire et mondaine, est toujours visible, sous une châsse de Plexiglas, au centre de la rotonde.
Le motif de cette épée symbolisant la Croix est reproduit sur le mobilier liturgique (prie-Dieu, lutrin, etc.).
Des fresques inachevées d'Ambrogio Lorenzetti se trouvent dans une chapelle attenante et racontent des épisodes de sa vie, accompagnés d'une Maestà et d'une Annonciation.
Dans la plaine  proche, l'abbaye de San Galgano, cistercienne, fut construite en 1201 pour l'honorer.

## Galerie d'images

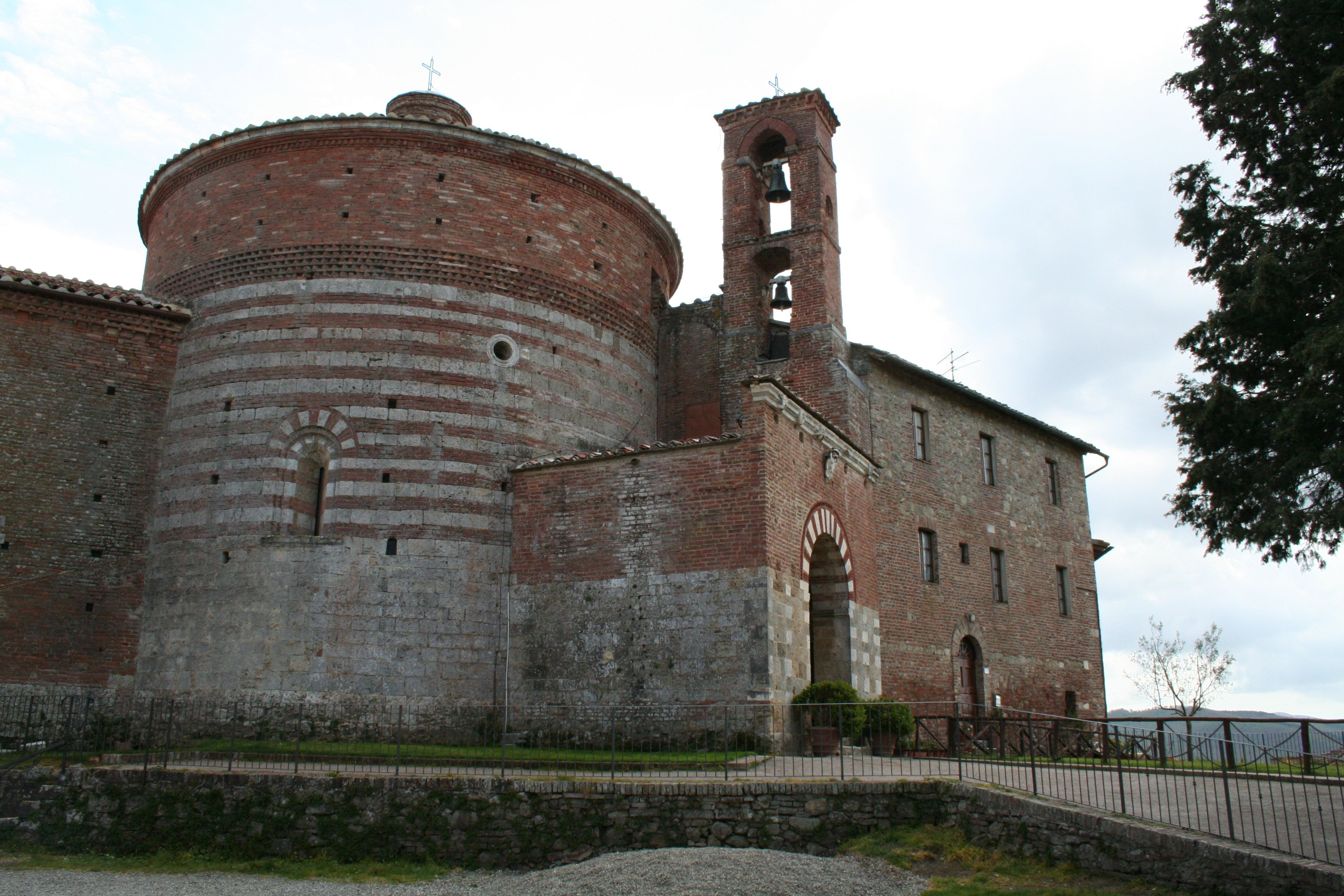
Motif à bandes répété sur les murs extérieurs.
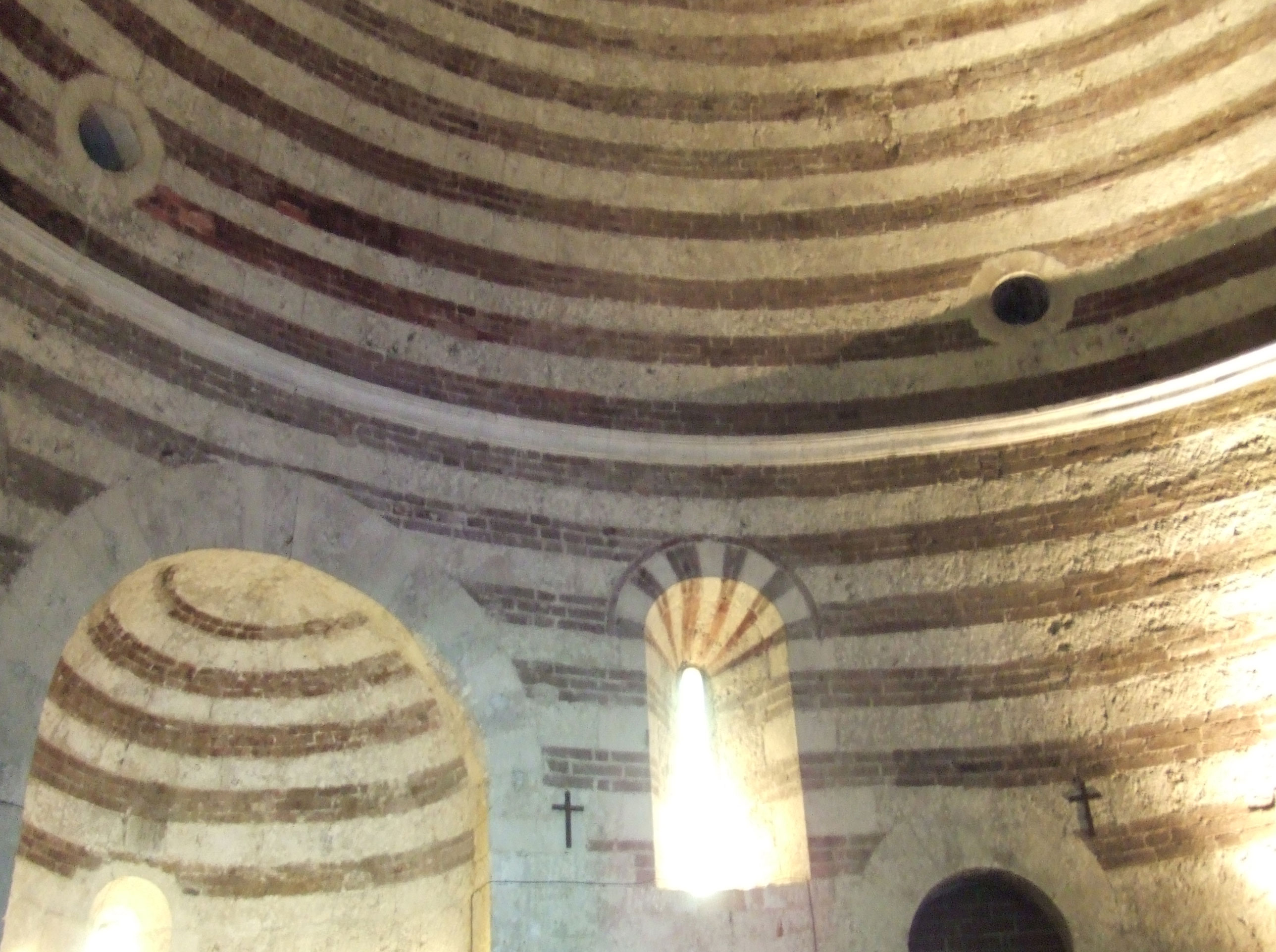
Motif de la voûte.
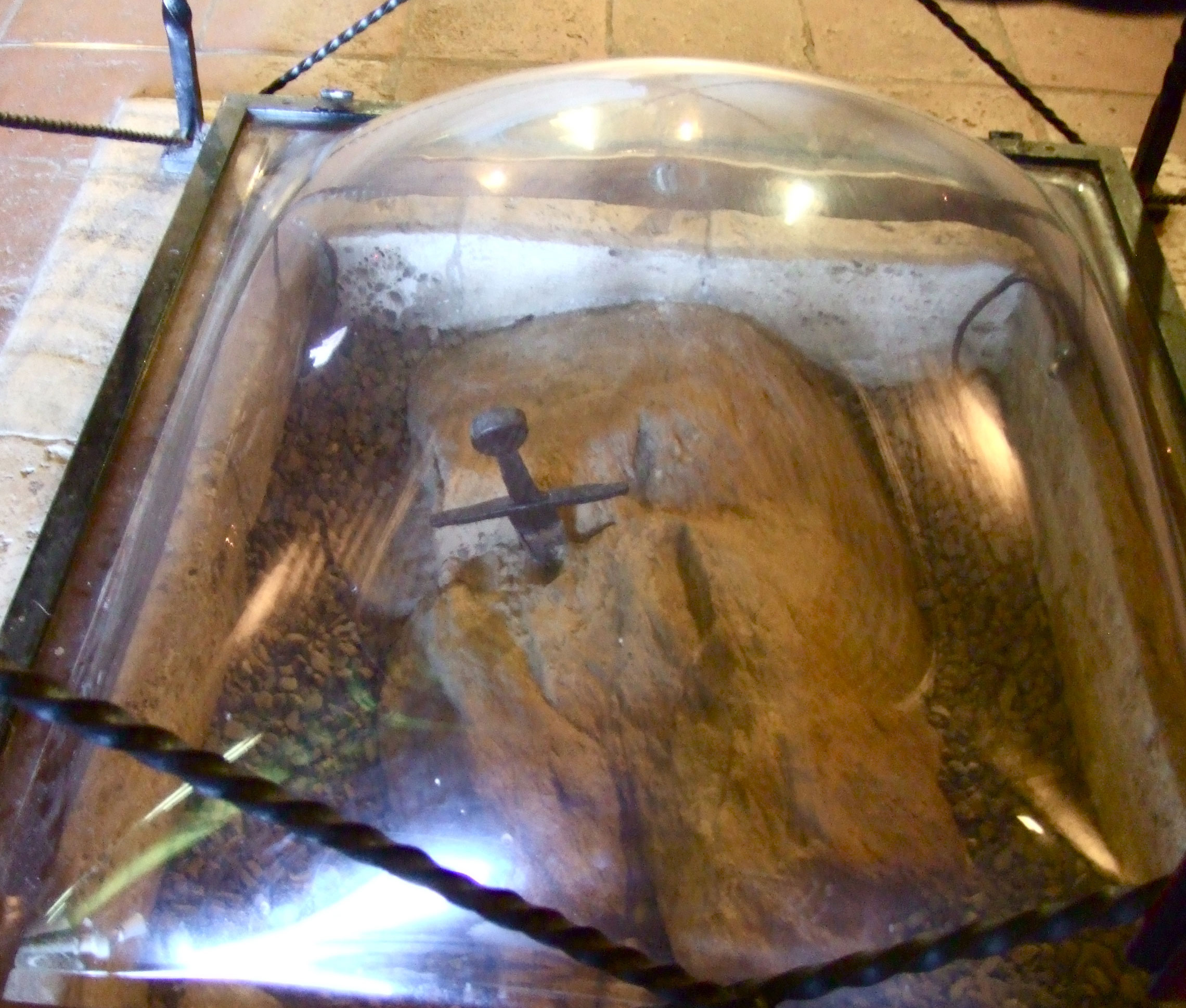
L'épée dans le rocher sous la châsse.
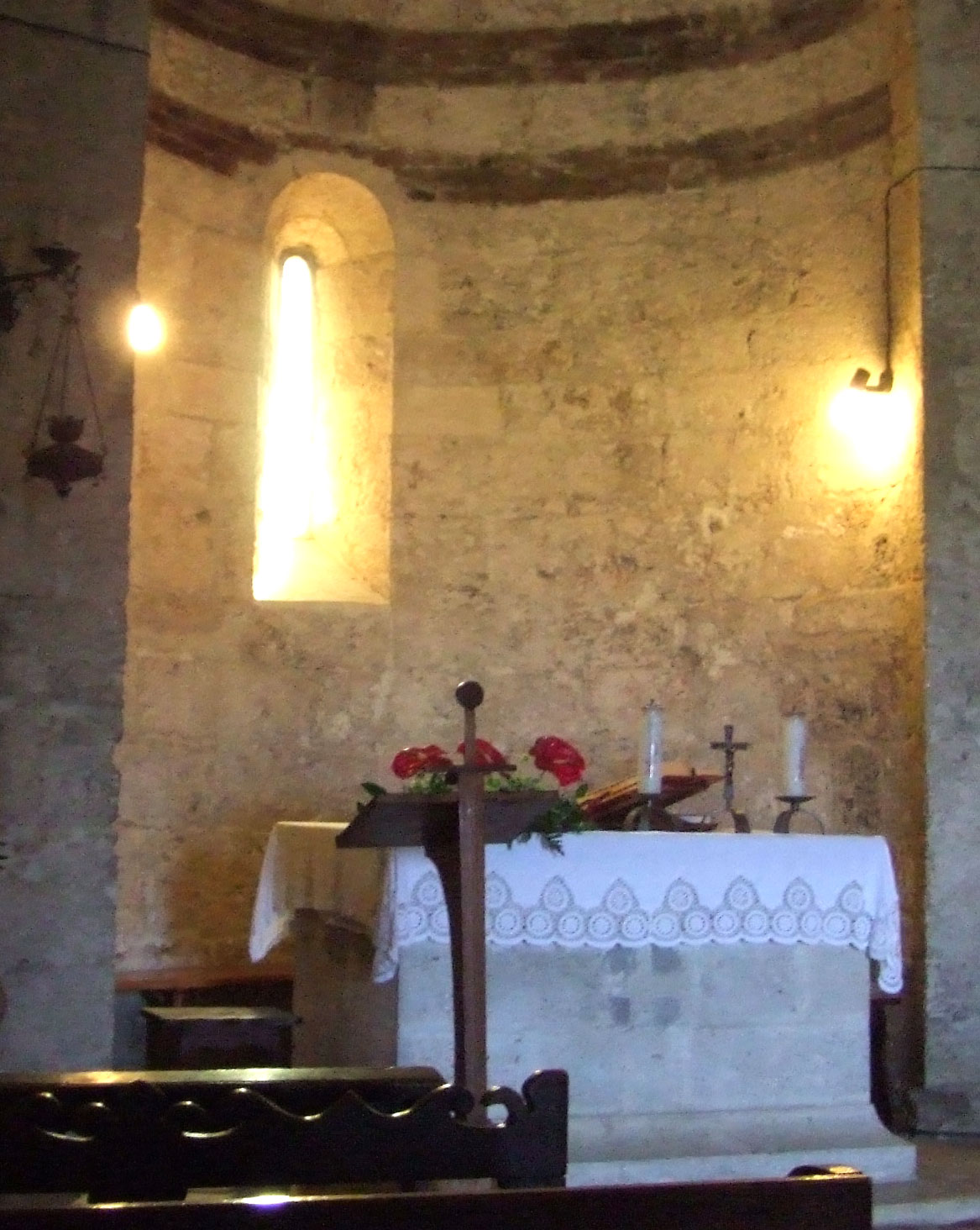
Lutrin à motif d'épée.
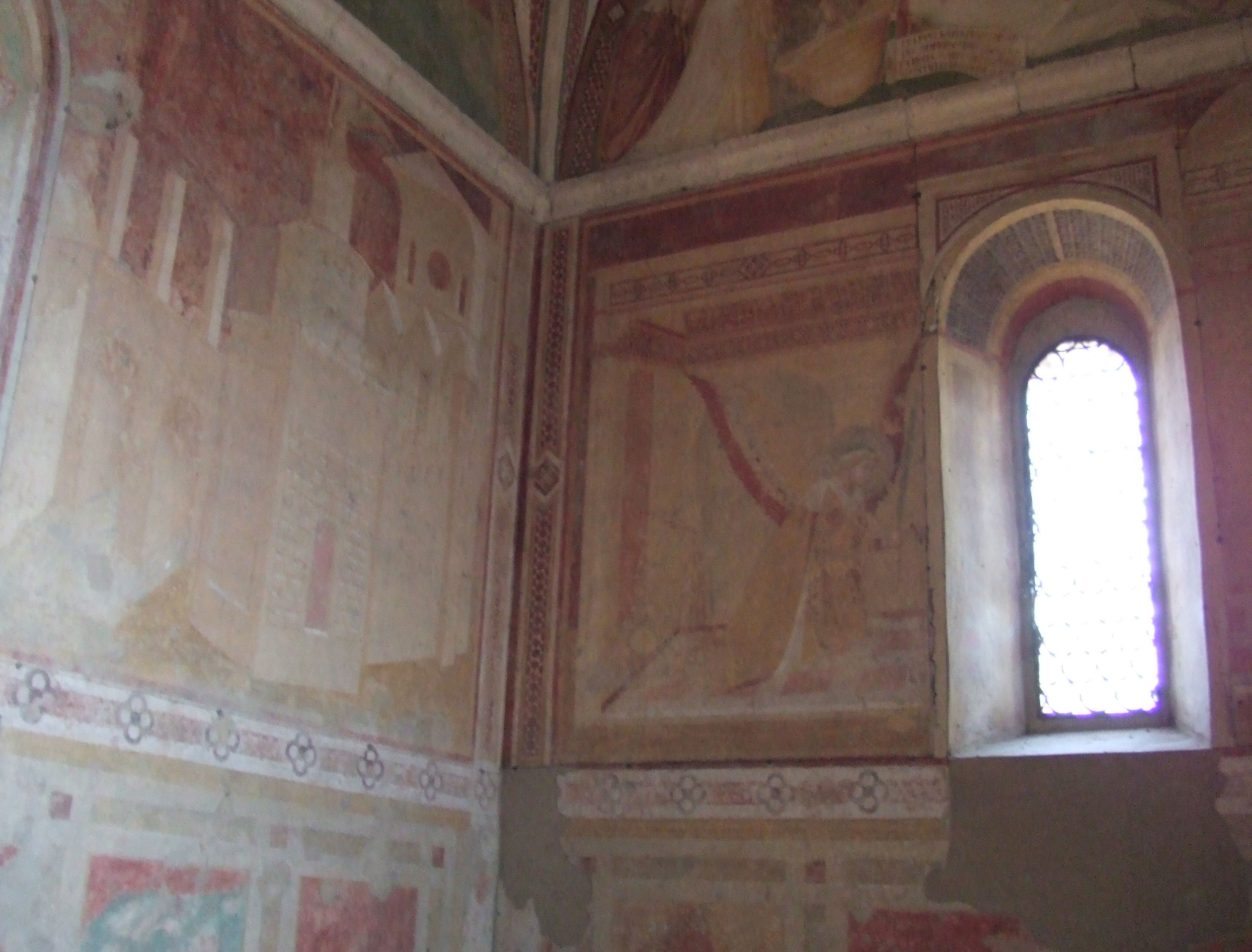
Fresques.

## Sources
- (it) Cet article est partiellement ou en totalité issu de l’article de Wikipédia en italien intitulé « Cappella di San Galgano a Montesiepi » (voir la liste des auteurs).